# Monte Entoto

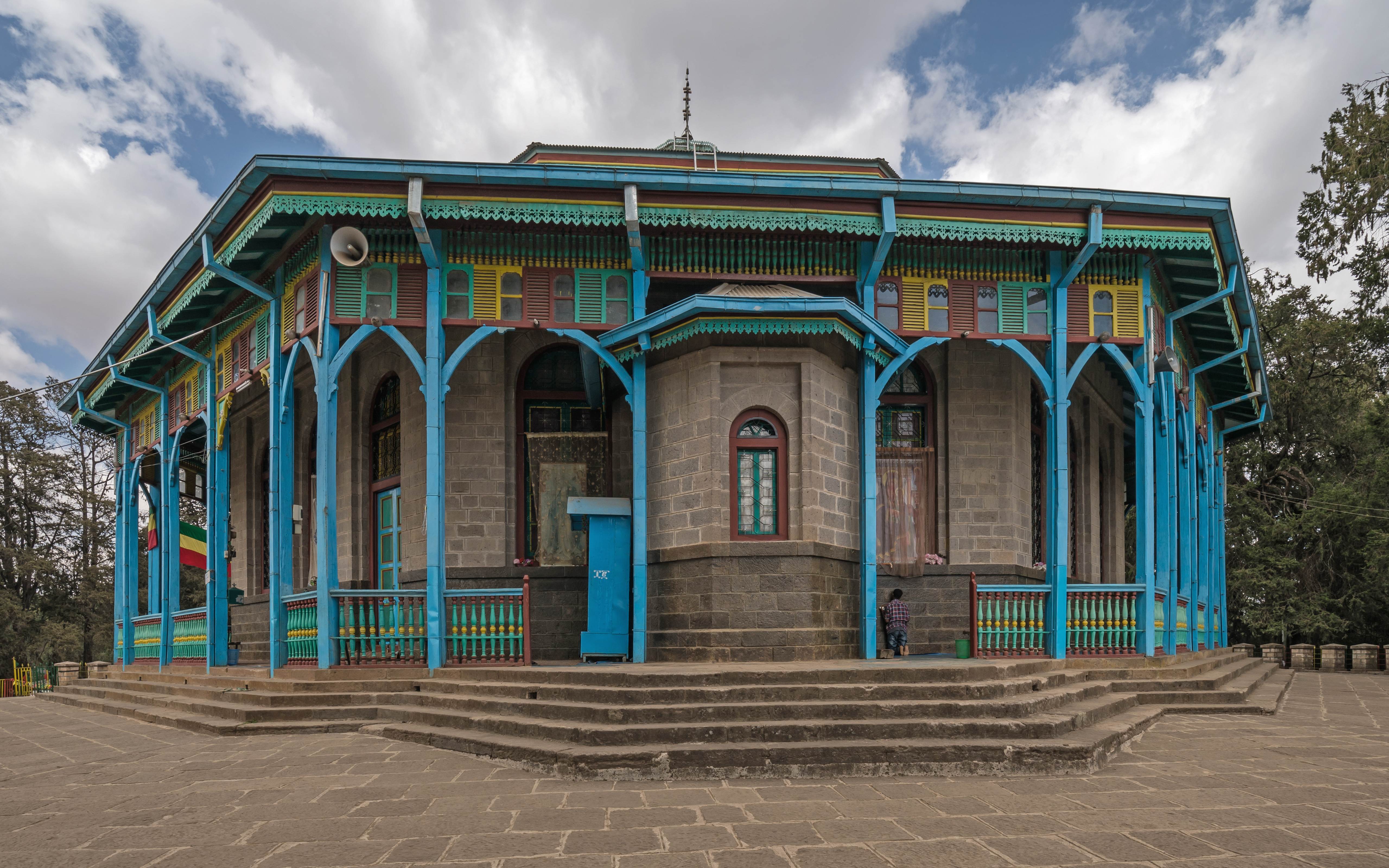
Iglesia de Maryam (Santa María).

El monte Entoto (en amárico: እንጦጦ) es el pico más alto con vista a la ciudad de Adís Abeba, capital de Etiopía. Alcanza los 3200 metros sobre el nivel del mar y es parte de la cadena montañosa homónima.

## Descripción
Es un lugar histórico donde el emperador Menelik II residió y construyó su palacio, cuando llegó de Ankober y fundó Adís Abeba. Es considerada una montaña sagrada y tiene muchos monasterios. El monte Entoto es también la ubicación de varias iglesias, incluyendo la de San Raguel y la de Santa María.
La montaña está densamente cubierta por eucaliptos, árboles que fueron importados desde Australia durante el reinado de Menelik II, y en su mayoría plantadas durante el reinado del emperador Haile Selassie. Por lo tanto, a veces es referido como el «pulmón de Adís Abeba». El bosque en la montaña es una fuente importante de leña para la ciudad. Fue también una fuente de material de construcción en tiempos anteriores. 
La organización no gubernamental The Ethiopian Heritage Trust está trabajando activamente para cambiar parte de la montaña a su antiguo estado, un parque natural. El parque natural Entoto ocupa el borde noreste de Addis Abeba, en el sureste de las laderas del monte Entoto, cubriendo un área de 1300 hectáreas. Está situado a una altitud de entre 2600 y 3100 metros. Su promedio anual de precipitación y temperatura es de 1200 mm y 14 °C, respectivamente. El borde norte del parque sirve como divisoria de aguas entre los ríos Abay (Nilo Azul) y Awash.
La Sociedad de Ciencia Espacial de Etiopía cuenta con un observatorio sobre los 3200 m de la cumbre.